# Haspelschiedt
Haspelschiedt [aspəlʃit] est une commune française située dans le département de la Moselle, en Lorraine et en région Grand Est.
Le village fait partie du pays de Bitche et du bassin de vie de la Moselle-Est. En 2022, la population légale est de 292 habitants, appelés les Haspelschiedtois.

## Géographie

### Localisation
Située au nord-est de la ville de Bitche, en pays couvert, le village et son grand ban forestier sont traversés par le Schwarzenbach, qui alimente un étang long de plus de deux kilomètres.

### Écarts et lieux-dits
- Le Schlossberg (ou Altes Schloos).
- Les années de la construction de la maison forestière de Grosshohekirkel et de la fondation du Neudoerfel n'ont pu être fixées.
- La Main du Prince.
- Le Fuchshof, une ancienne maison forestière, démolie en 1887, est aujourd'hui une ferme.
- Au Schwarzenberg, au nord-ouest du village, une chapelle est construite en 1792. Dédiée à saint Wendelin, elle est détruite pendant la Seconde Guerre mondiale et reconstruite en 1956.
- Schafbrun est un village disparu, dont les dernières traces sont enlevées en 1898.
- Bitschthal est une chapelle du XVIIe siècle, dédiée à saint Sébastien, à l'archange Michel et à la Vierge Marie.

### Géologie et relief
Commune membre du parc naturel régional des Vosges du Nord.
La commune se compose de 35,14 hectares de territoires artificialisés (1,40 %), 254,30 hectares de territoires agricoles (10,10 %), 2 172,34 hectares de forêts et milieux semi-naturels (86,27 %) et 56,40 hectares de surfaces en eau (2,24 %).
Espaces naturels :
- Trois espaces protégés hors Natura 2000 Vosges Du Nord :

Réserve de Biosphère, zone tampon,
Réserve de Biosphère, zone de transition,
Parc naturel régional.
- Un espace protégé Natura 2000 :

Landes et tourbières du camp militaire de Bitche.
- Quatre zones naturelles d'intérêt écologique, faunistique et floristique (Znieff) :

Terrain militaire de Bitche,
Forêts du Pays de Biche et gîtes à chiroptères,
Pays de Bitche,
Vallée de la Schwartzbach de Bousseviller à Haspelschiedt.
Système d’information pour la gestion des eaux souterraines du bassin Rhin-Meuse : Carte géologique.

### Sismicité
Commune située dans une zone de sismicité 2 faible.

### Hydrographie et les eaux souterraines
La commune est située dans le bassin versant du Rhin au sein du bassin Rhin-Meuse. Elle est drainée par le ruisseau le Schwartzenbach, le ruisseau Katzenbruch, le ruisseau Moosbach et le ruisseau Pfaffenbruch,.
Le Schwartzenbach, d'une longueur totale de 11,7 km, prend sa source dans la commune  et se jette  dans la Horn en limite de Bousseviller et de Liederschiedt, après avoir traversé quatre communes.

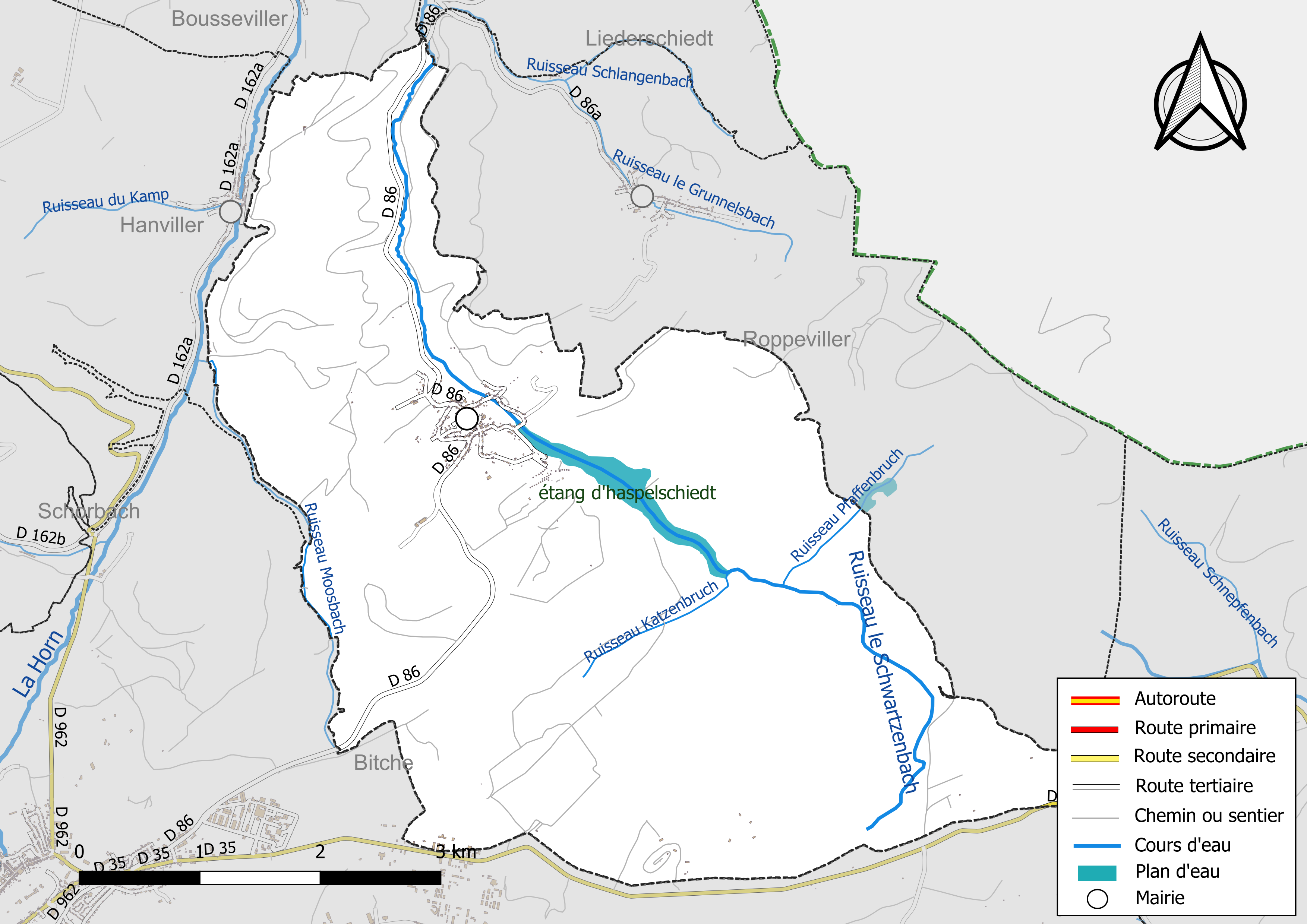
Réseaux hydrographique et routier d'Haspelschiedt.

La qualité des eaux des principaux cours d’eau de la commune, notamment du ruisseau le Schwartzenbach, peut être consultée sur un site spécial géré par les agences de l’eau et l’Agence française pour la biodiversité.

### Climat
Pour des articles plus généraux, voir Climat du Grand Est et Climat de la Moselle.
En 2010, le climat de la commune est de type climat des marges montargnardes, selon une étude du Centre national de la recherche scientifique s'appuyant sur une série de données couvrant la période 1971-2000. En 2020, Météo-France publie une typologie des climats de la France métropolitaine dans laquelle la commune est exposée à un climat semi-continental et est dans la région climatique  Vosges, caractérisée par une pluviométrie très élevée (1 500 à 2 000 mm/an) en toutes saisons et un hiver rude (moins de 1 °C). 
Pour la période 1971-2000, la température annuelle moyenne est de 9,5 °C, avec une amplitude thermique annuelle de 16,9 °C. Le cumul annuel moyen de précipitations est de 883 mm, avec 11,3 jours de précipitations en janvier et 10 jours en juillet. Pour la période 1991-2020, la température moyenne annuelle observée sur la station météorologique de Météo-France la plus proche, « Volmunster », sur la commune de Volmunster à 10 km à vol d'oiseau, est de 10,2 °C et le cumul annuel moyen de précipitations est de 760,1 mm. 
La température maximale relevée sur cette station est de 37,6 °C, atteinte le 25 juillet 2019 ; la température minimale est de −18,6 °C, atteinte le 24 décembre 2001,,. 
Les paramètres climatiques de la commune ont été estimés pour le milieu du siècle (2041-2070) selon différents scénarios d'émission de gaz à effet de serre à partir des nouvelles projections climatiques de référence DRIAS-2020. Ils sont consultables sur un site spécial publié par Météo-France en novembre 2022.

### Voies de communications et transports

#### Voies routières
- D86 vers Bitche, Waldhouse, Walschbronn[24].

#### Transports en commun
- Fluo Grand Est.

##### SNCF
- Gare de Bitche,
- Gare de Rohrbach-lès-Bitche,
- Gare de Niederbronn-les-Bains,
- Gare de Wingen-sur-Moder,

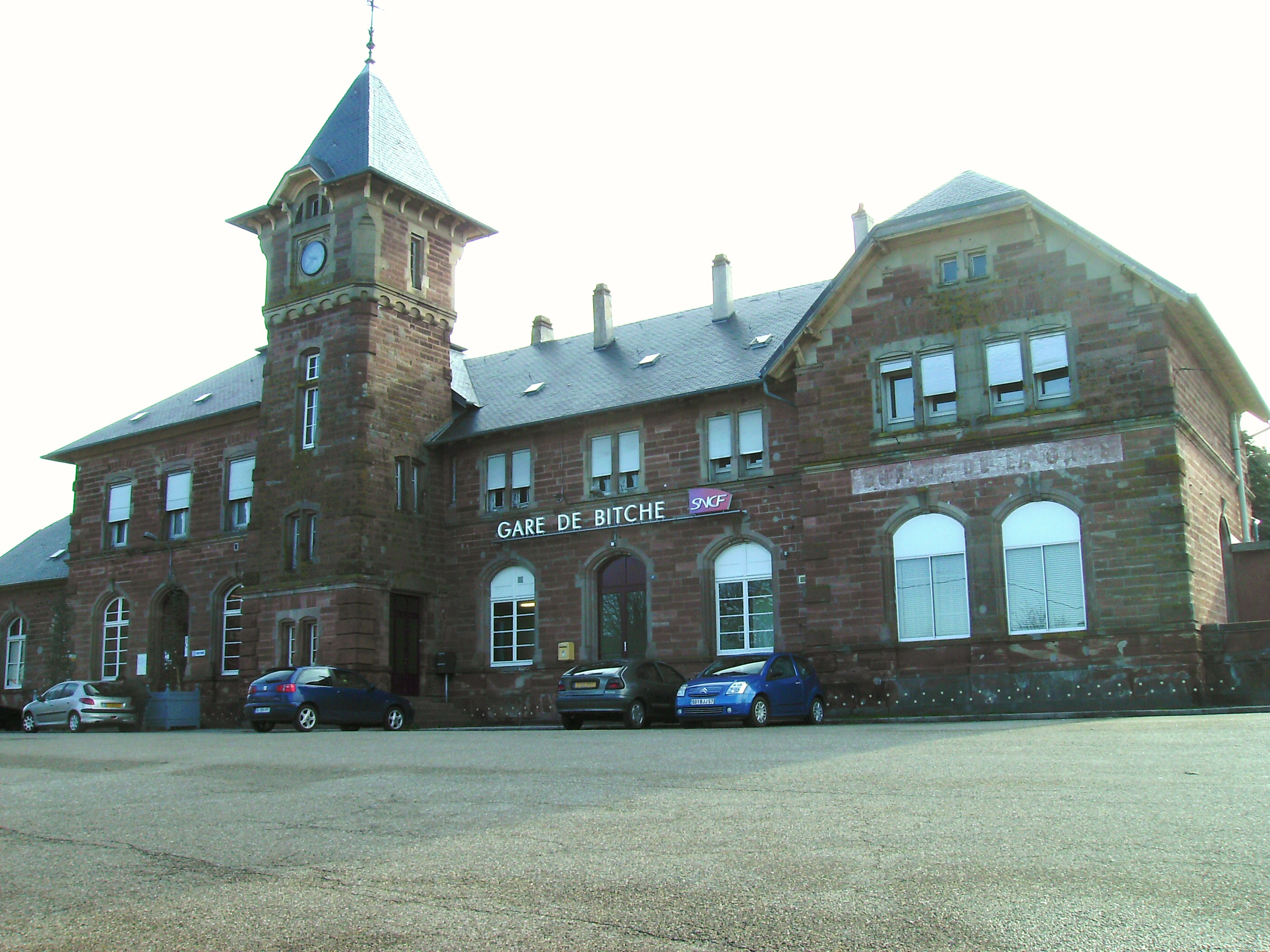
Gare de Bitche.

- Ancienne Gare de Wœlfling-lès-Sarreguemines.

## Urbanisme

### Typologie
Au 1er janvier 2024, Haspelschiedt est catégorisée commune rurale à habitat dispersé, selon la nouvelle grille communale de densité à sept niveaux définie par l'Insee en 2022.
Elle est située hors unité urbaine. Par ailleurs la commune fait partie de l'aire d'attraction de Bitche, dont elle est une commune de la couronne,. Cette aire, qui regroupe 10 communes, est catégorisée dans les aires de moins de 50 000 habitants,.

### Occupation des sols
L'occupation des sols de la commune, telle qu'elle ressort de la base de données européenne d’occupation biophysique des sols Corine Land Cover (CLC), est marquée par l'importance des forêts et milieux semi-naturels (86,2 % en 2018), une proportion sensiblement équivalente à celle de 1990 (86 %). La répartition détaillée en 2018 est la suivante : 
forêts (69,6 %), milieux à végétation arbustive et/ou herbacée (16,6 %), prairies (8,1 %), eaux continentales (2,2 %), zones agricoles hétérogènes (2 %), zones urbanisées (1 %), zones industrielles ou commerciales et réseaux de communication (0,4 %). L'évolution de l’occupation des sols de la commune et de ses infrastructures peut être observée sur les différentes représentations cartographiques du territoire : la carte de Cassini (XVIIIe siècle), la carte d'état-major (1820-1866) et les cartes ou photos aériennes de l'IGN pour la période actuelle (1950 à aujourd'hui).

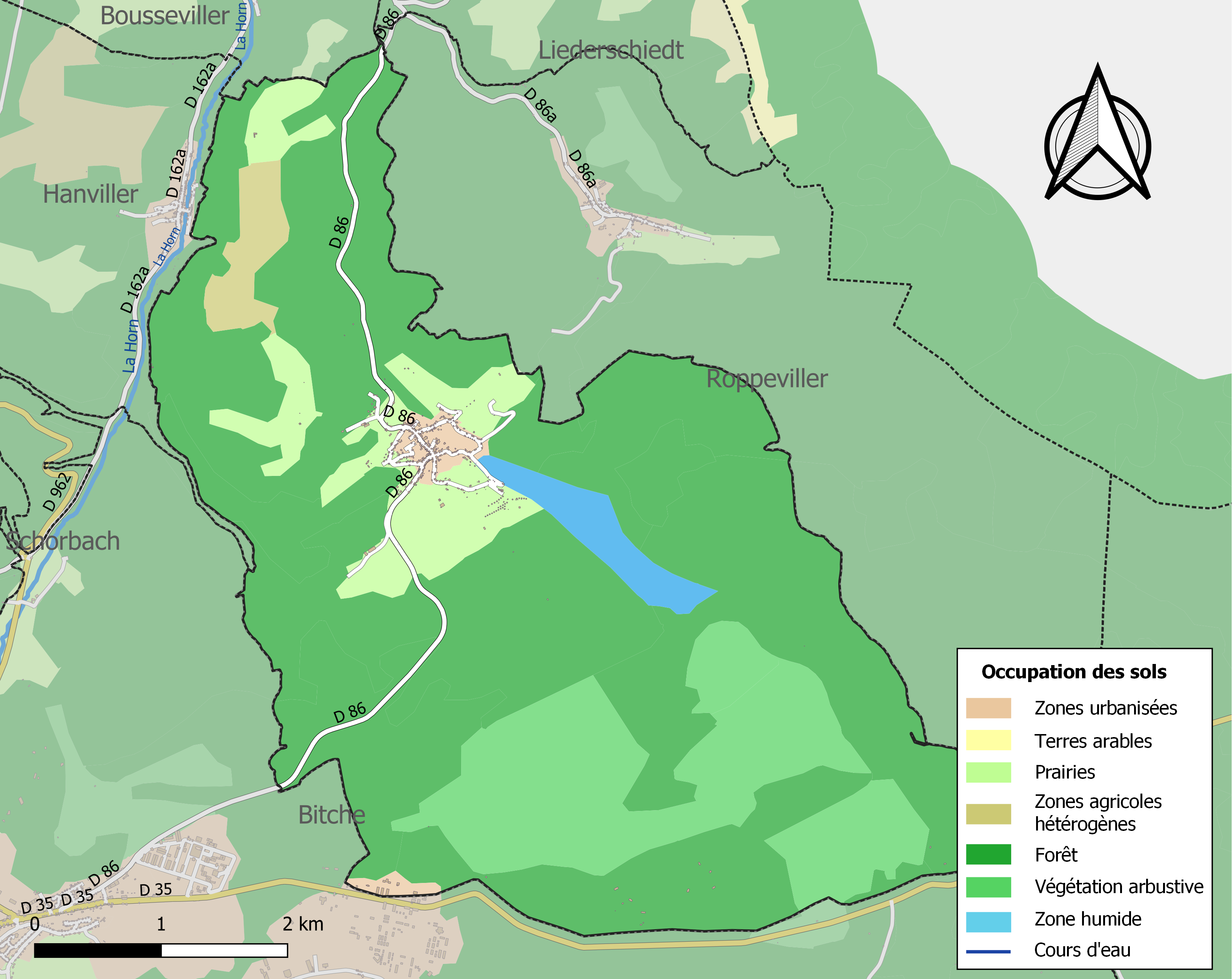
Carte des infrastructures et de l'occupation des sols de la commune en 2018 (CLC).

### Intercommunalité
Commune membre de la Communauté de communes du Pays de Bitche.

## Toponymie
- Haspelschied (1544), Huspelschidt (1594), Hazpelschitt (XVIIIe siècle), Halspeschied ou Hanpelscheid (1756), Haspelscheidt[30], Haspelschille (1793), Haspelchitt (1801), Haspelscheid (1871-1918).
- Haschbelschitt en francique lorrain[31].

## Histoire

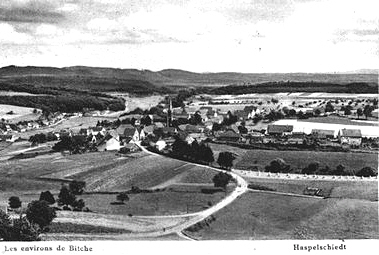
Vue du village.

Des témoignages archéologiques importants ont été dénombrés sur son territoire : une enceinte préhistorique, le Schlossberg, un polissoir, et une stèle de Mercure mise au jour avant 1855 près de la maison forestière de la Main du Prince, dont le nom rappelle un épisode de la guerre entre le duc de Lorraine Ferry III et l'évêque de Metz Bouchard d'Avesnes, à la fin du XIIIe siècle. Mentonné en 1544 sous une forme très proche de son nom actuel, Haspelschid, du vieil allemand Aspel-Scheide, la forêt des  trembles, le village fait partie de la mairie de Walschbronn au XVIe siècle.
Pendant la Seconde Guerre mondiale, les habitants sont évacués le 1er septembre 1939 à Lignières-Sonneville, en Charente, et rentrent en septembre 1940. Le village est évacué une seconde fois le 7 novembre 1940 dans les villages de Lezey, Bezange-la-Petite, Ley, Ommeray et Juvelize, dans le canton de Vic-sur-Seille, le village étant intégré au camp militaire de Bitche. Le village est libéré par les troupes américaines le 17 mars 1945 et détruit par la suite.

## Politique et administration
| Période                                  | Période       | Identité             | Étiquette | Qualité                                                   |
| ---------------------------------------- | ------------- | -------------------- | --------- | --------------------------------------------------------- |
| Les données manquantes sont à compléter. |               |                      |           |                                                           |
| mai 1805                                 | décembre 1807 | Adam Hausberger      |           |                                                           |
| avril 1824                               | mars 1831     | Nicolas Hauersperger |           |                                                           |
| octobre 1837                             | mai 1848      | Jean Hauersperger    |           |                                                           |
| 1880                                     | janvier 1906  | Jean Maschino        |           |                                                           |
| mars 1977                                | mars 2001     | Eugène Muller        |           |                                                           |
| mars 2001                                | mars 2020     | Justin Hornbeck      |           |                                                           |
| mai 2020                                 | En cours      | Sébastien Seel       |           | Employé civil et agent de service de la fonction publique |

Du point de vue administratif, le village, faisant partie du canton de Bitche depuis 1790, est intégré au camp militaire de Bitche et sert de champ de manœuvres à l'armée allemande, ce qui explique sa destruction en mars 1945, au moment de la Libération.

### Budget et fiscalité 2023

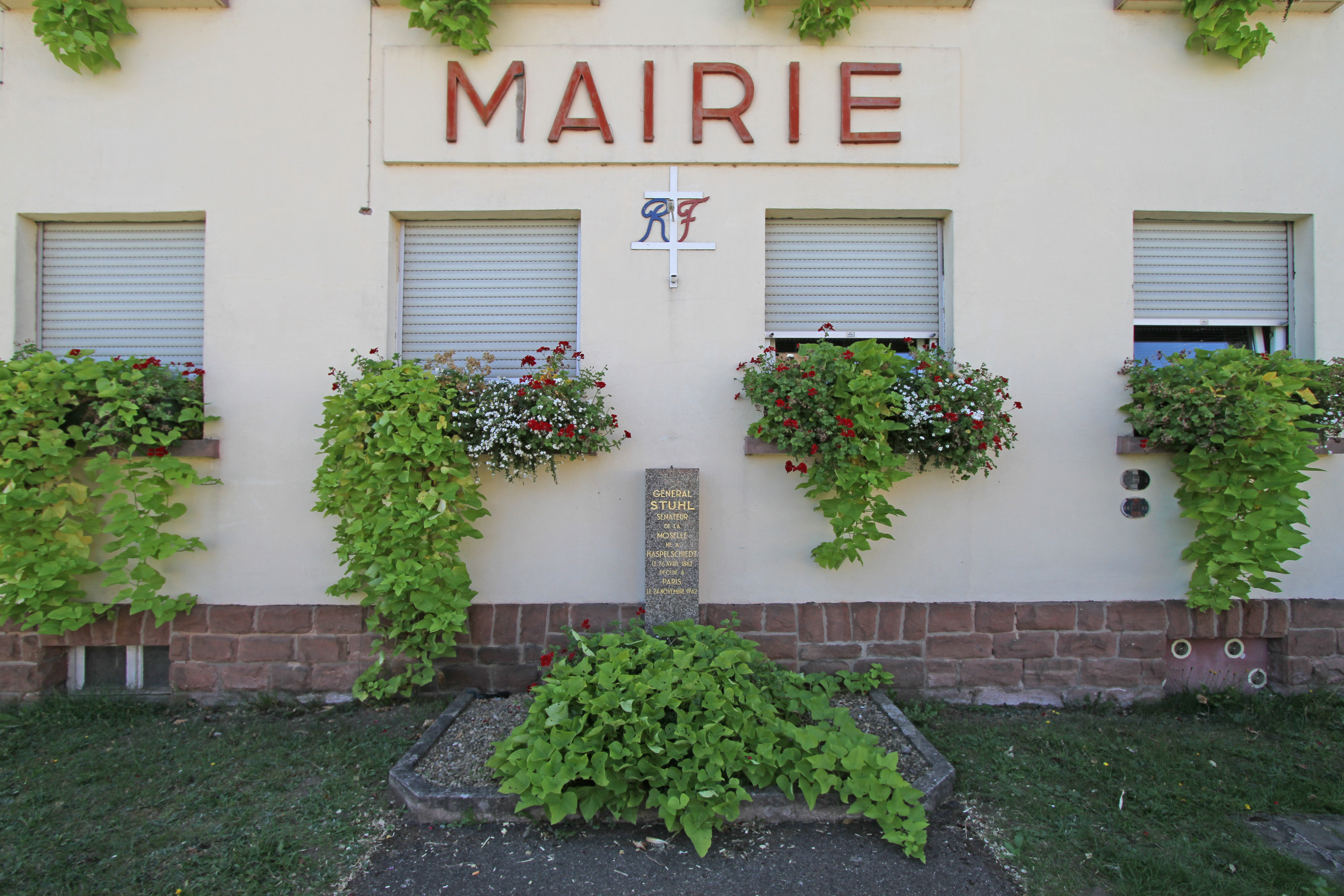
La mairie d'Haspelschiedt, 9 rue du Général Stuhl.

En 2023, le budget de la commune était constitué ainsi :
- total des produits de fonctionnement : 511 000 €, soit 1 623 € par habitant ;
- total des charges de fonctionnement : 510 000 €, soit 1 618 € par habitant ;
- total des ressources d'investissement : 74 000 €, soit 235 € par habitant ;
- total des emplois d'investissement : 49 000 €, soit 154 € par habitant ;
- endettement : 524 000 €, soit 1 664 € par habitant.

Avec les taux de fiscalité suivants :
- taxe d'habitation : 21,44 % ;
- taxe foncière sur les propriétés bâties : 33,23 % ;
- taxe foncière sur les propriétés non bâties : 84,01 % ;
- taxe additionnelle à la taxe foncière sur les propriétés non bâties : 0,00 % ;
- cotisation foncière des entreprises : 0,00 %.

Chiffres clés Revenus et pauvreté des ménages en 2021 : médiane en 2021 du revenu disponible, par unité de consommation : 21 240 €.

## Population et société

### Démographie

#### Évolution démographique
L'évolution du nombre d'habitants est connue à travers les recensements de la population effectués dans la commune depuis 1793. Pour les communes de moins de 10 000 habitants, une enquête de recensement portant sur toute la population est réalisée tous les cinq ans, les populations de référence des années intermédiaires étant quant à elles estimées par interpolation ou extrapolation. Pour la commune, le premier recensement exhaustif entrant dans le cadre du nouveau dispositif a été réalisé en 2008.

En 2022, la commune comptait 292 habitants, en évolution de −4,26 % par rapport à 2016 (Moselle : +0,52 %, France hors Mayotte : +2,11 %).
| 1793 | 1800 | 1806 | 1821 | 1836 | 1841 | 1861 | 1866 | 1871 |
| ---- | ---- | ---- | ---- | ---- | ---- | ---- | ---- | ---- |
| 511  | 479  | 509  | 595  | 753  | 757  | 776  | 805  | 705  |

| 1875 | 1880 | 1885 | 1890 | 1895 | 1900 | 1905 | 1910 | 1921 |
| ---- | ---- | ---- | ---- | ---- | ---- | ---- | ---- | ---- |
| 683  | 631  | 632  | 642  | 638  | 612  | 574  | 576  | 512  |

| 1926 | 1931 | 1936 | 1946 | 1954 | 1962 | 1968 | 1975 | 1982 |
| ---- | ---- | ---- | ---- | ---- | ---- | ---- | ---- | ---- |
| 495  | 464  | 452  | 154  | 301  | 291  | 284  | 301  | 306  |

| 1990 | 1999 | 2006 | 2008 | 2013 | 2018 | 2022 | - | - |
| ---- | ---- | ---- | ---- | ---- | ---- | ---- | - | - |
| 253  | 263  | 283  | 288  | 304  | 301  | 292  | - | - |

La population, qui augmente entre 1817 et 1852, passant de 578 à 750, diminue considérablement depuis le début du XXe siècle. En raison de l'extension du camp militaire de Bitche installé depuis 1900 sur le ban de la commune, de nombreux habitants choisissent l'émigration vers les États-Unis et, de ce fait, le village ne compte plus que 306 habitants au recensement de 1982.

### Enseignement
Établissements d'enseignements :
- École maternelle et primaire,

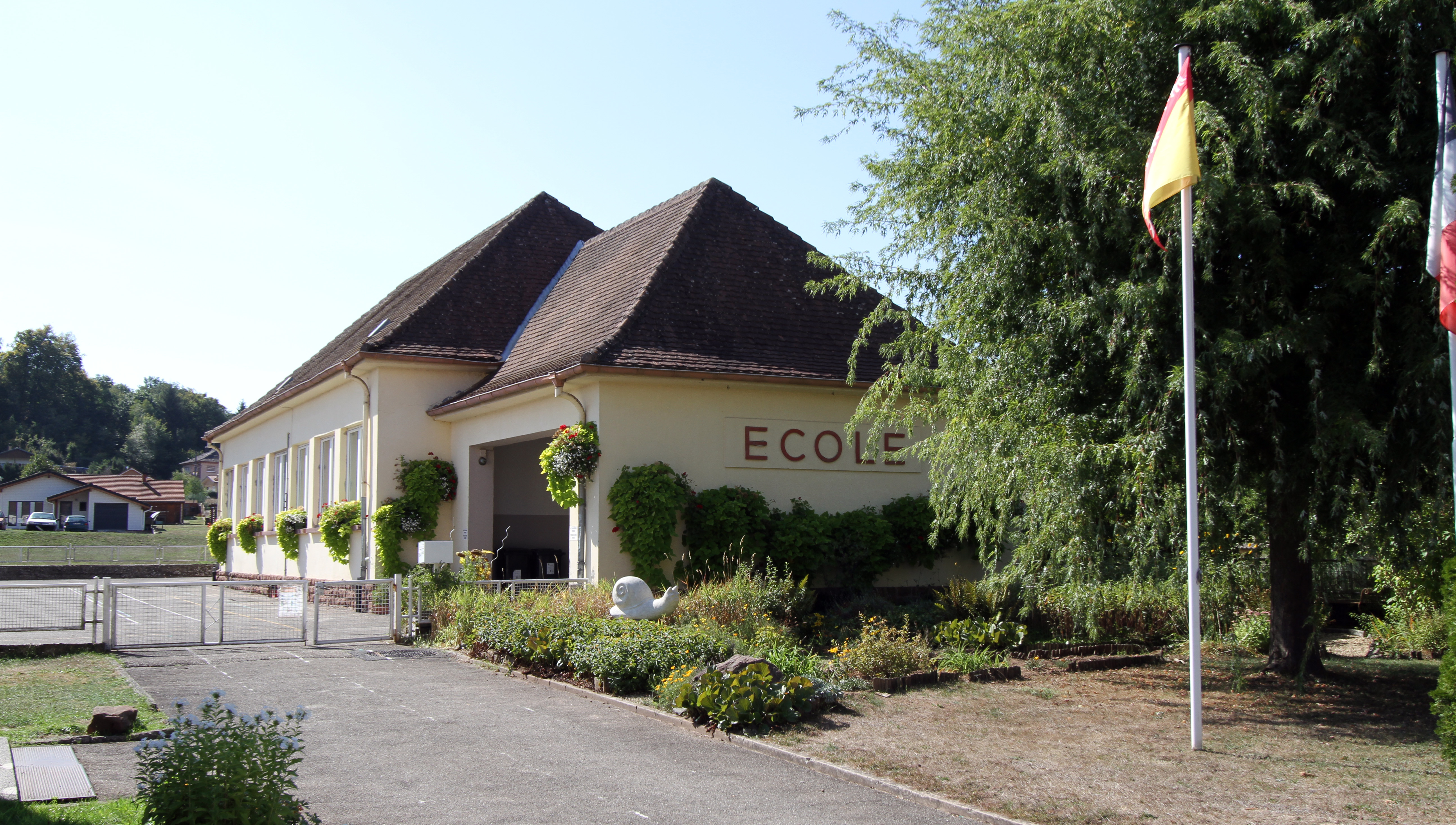
École maternelle et primaire.

- Collèges à Bitche, Lemberg, Rohrbach-lès-Bitche, Niederbronn-les-Bains, Wingen-sur-Moder,
- Lycées à Éguelshardt, Bitche,

### Santé
Professionnels et établissements de santé :
- Médecins à Bitche, Walschbronn, Volmunster, Lemberg, Enchenberg, Rohrbach-lès-Bitche,
- Pharmacies à Bitche, Volmunster, Lemberg, Goetzenbruck,
- Hôpitaux à Bitche, Niederbronn-les-Bains.

### Cultes
Du point de vue spirituel, le village devient paroisse de l'archiprêtré de Bitche en 1802. Outre l'église paroissiale, dédiée à saint Nicolas, il existe encore deux chapelles reconstruites après la Seconde Guerre mondiale : la chapelle Saint-Sébastien, remplaçant un bâtiment du XVIIe siècle et la chapelle Saint-Wendelin, rétablie sur le site d'un édifice construit en 1792.

## Économie

### Entreprises et commerces

#### Agriculture
- Culture et élevage associés.

#### Tourisme
- Hébergements et restauration à Haspelschied[43], Bitche, Bousseviller.

#### Commerces
- Commerces et services de proximité[44] : Commerces de proximité : Boulangerie-pâtisserie.
- Sylviculture et autres activités forestières.

## Culture locale et patrimoine

### Lieux et monuments
- Le polissoir préhistorique, qui est la plus ancienne preuve de la présence de l'homme[32]. Ce polissoir s'est écroulé en partie lors de la dernière semaine de décembre 2019.
- Camp au lieu-dit : Schlossberg, enceinte à 1 500 m au sud-ouest du village, camp fortifié entouré d'un mur en pierres sèches, considéré par les archéologues du XIXe siècle comme un refuge des Huns. Deux enceintes concentriques en ellipse (160 x 300 m)[45].
- L'étang, lieu de prédilection des pêcheurs, civils et militaires.
- Fontaine[46].

#### Édifices religieux

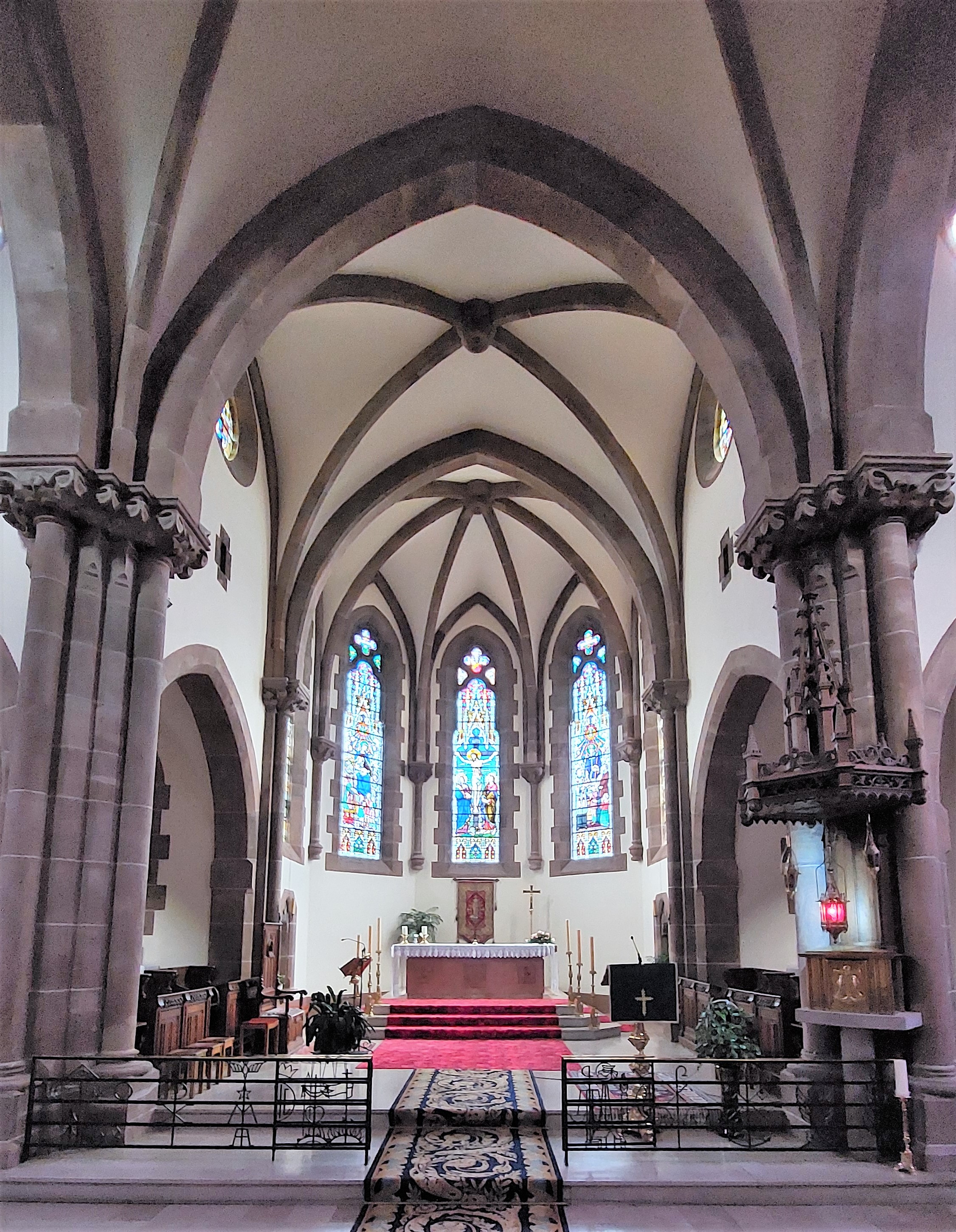
Intérieur de l'église Saint-Nicolas.
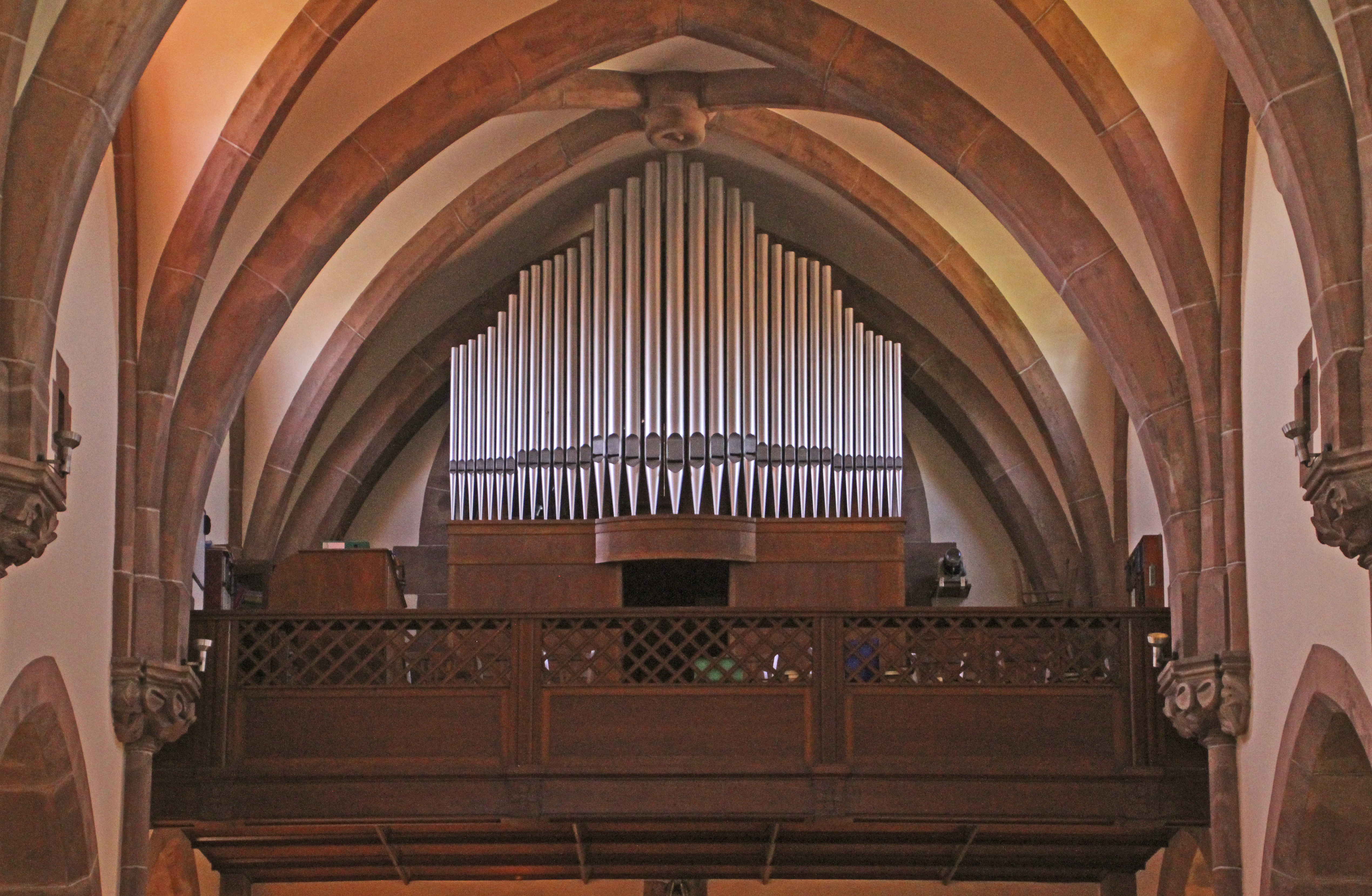
Orgue de l'église Saint-Nicolas.
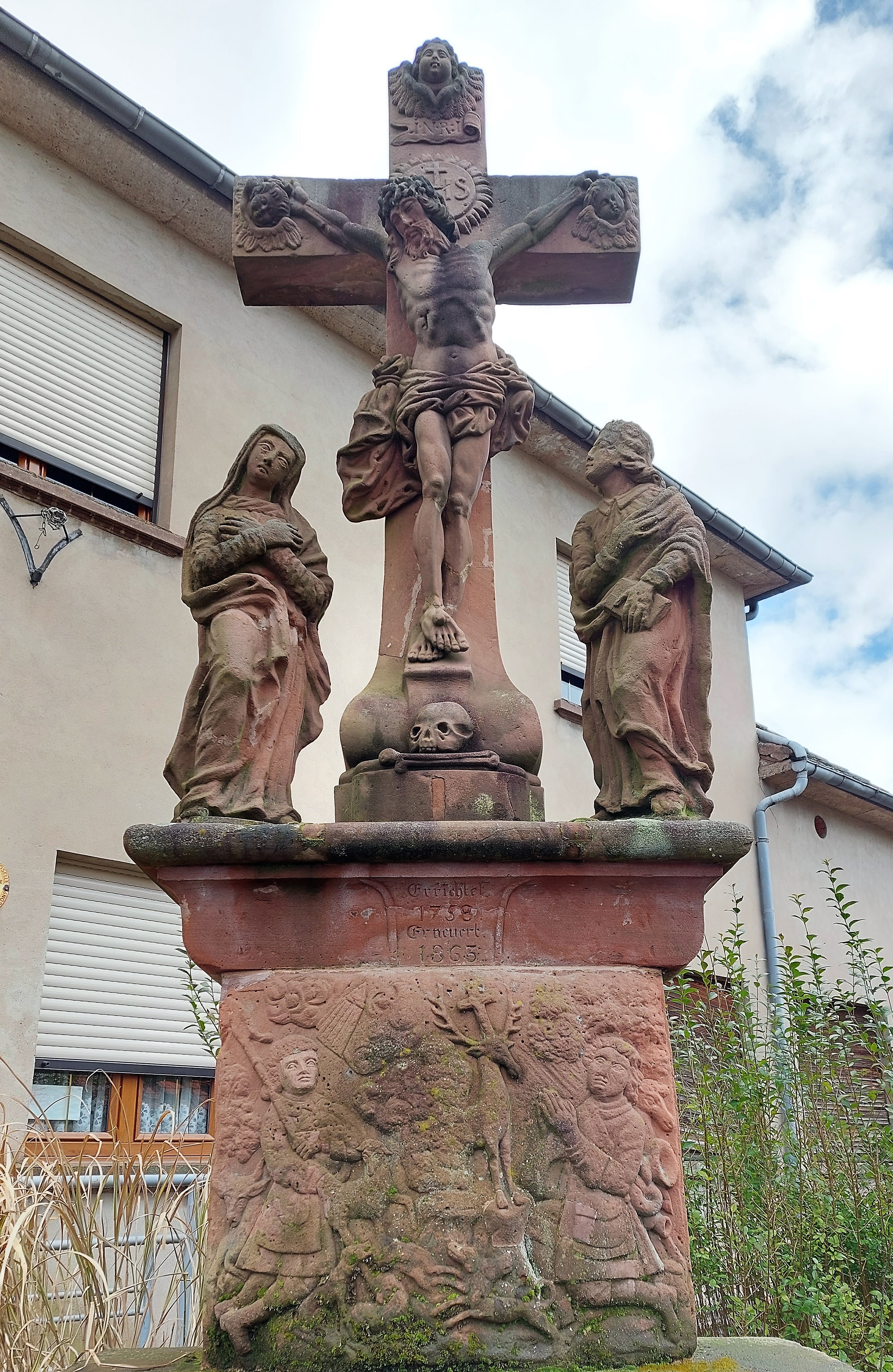
Calvaire rue des prés.
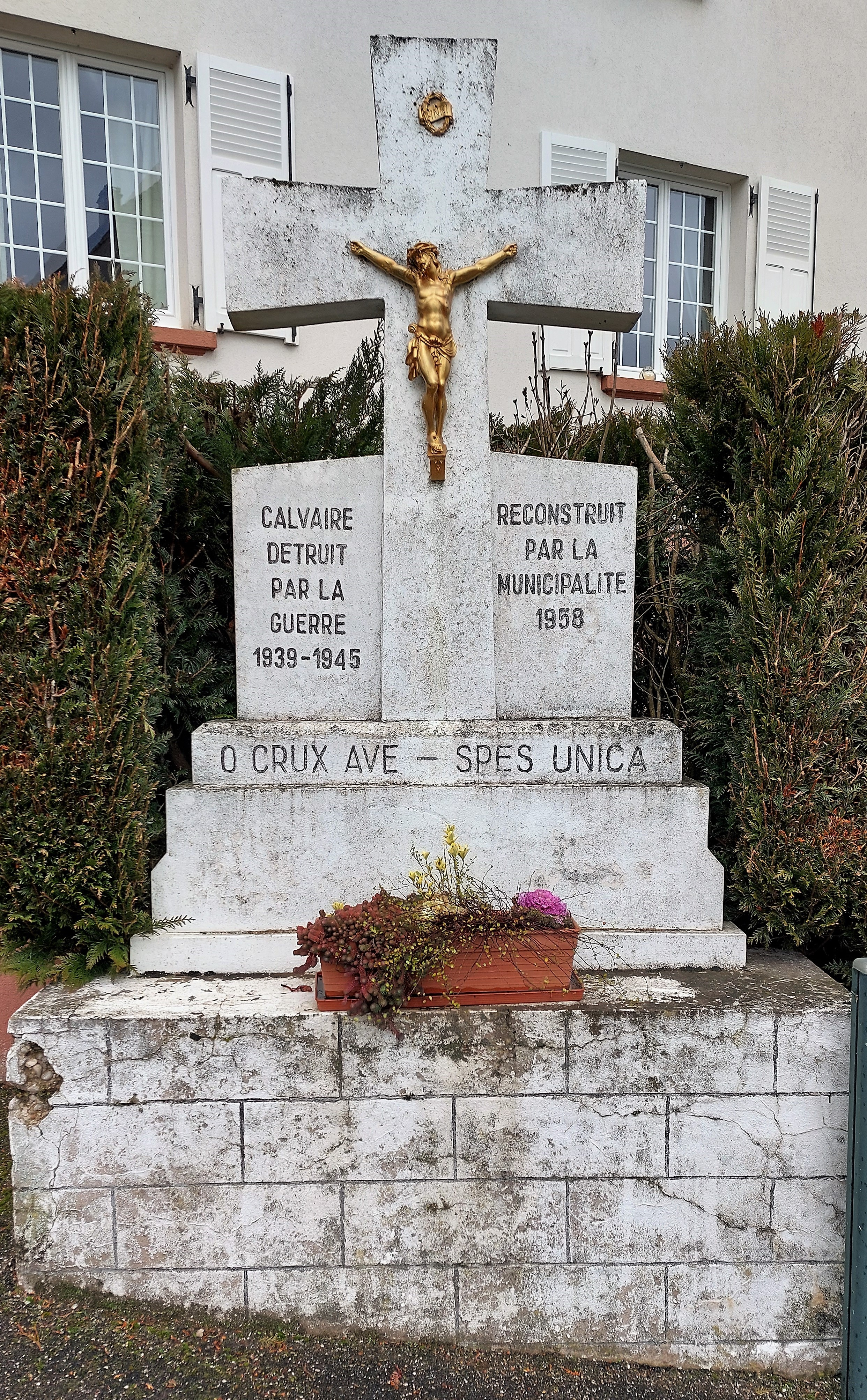
Crucifix.
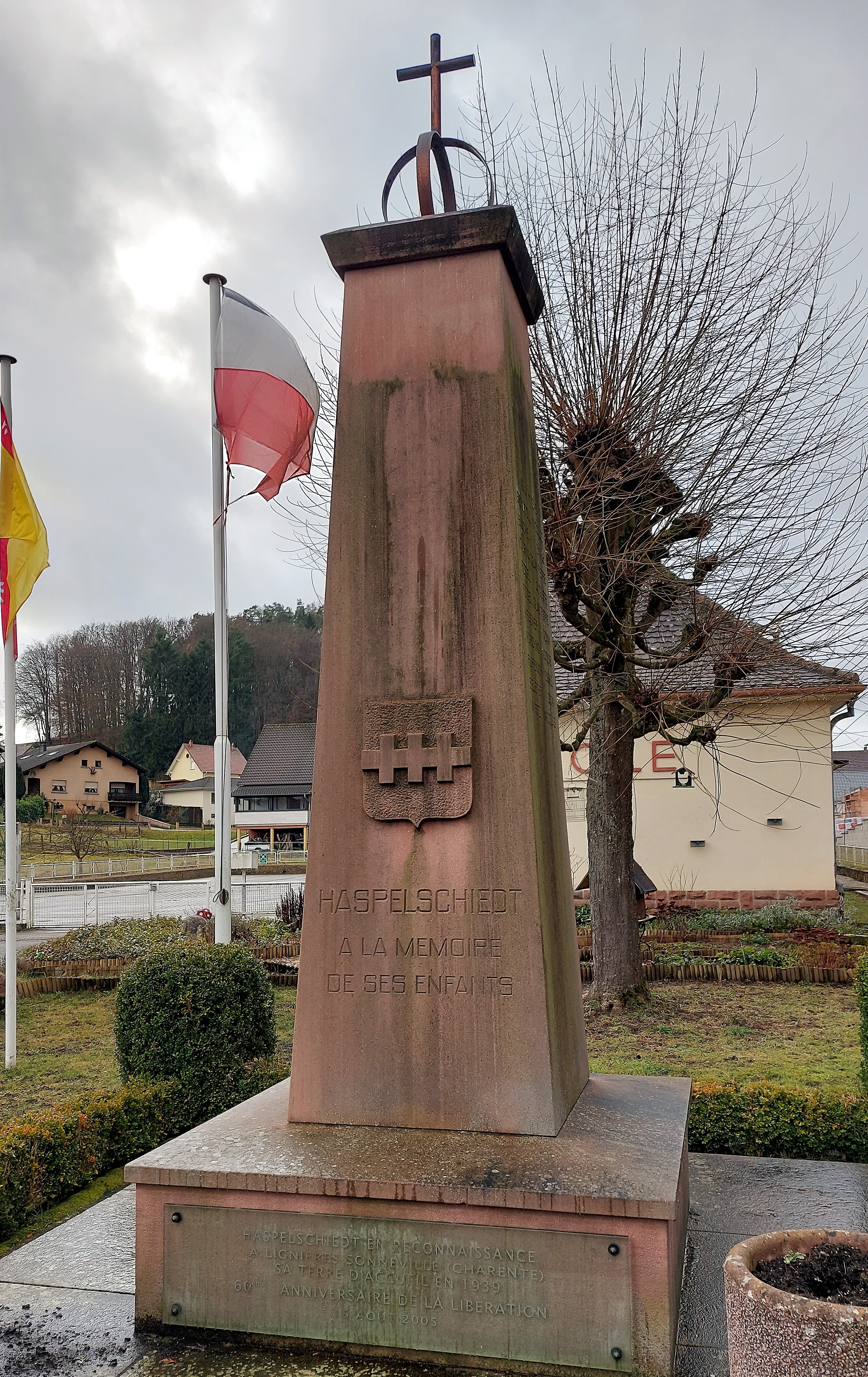
Monument aux morts.
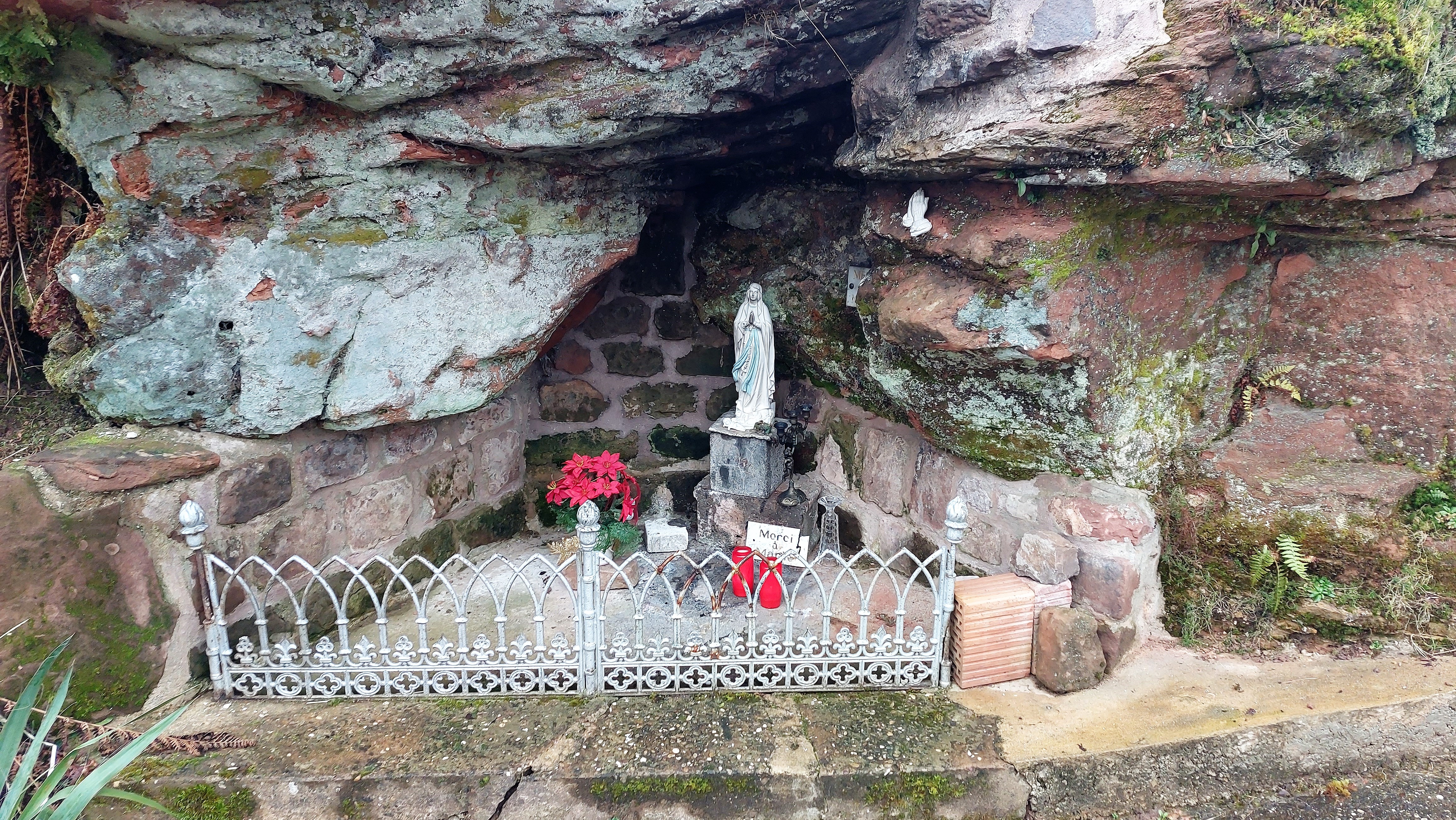
Grotte de Lourdes.
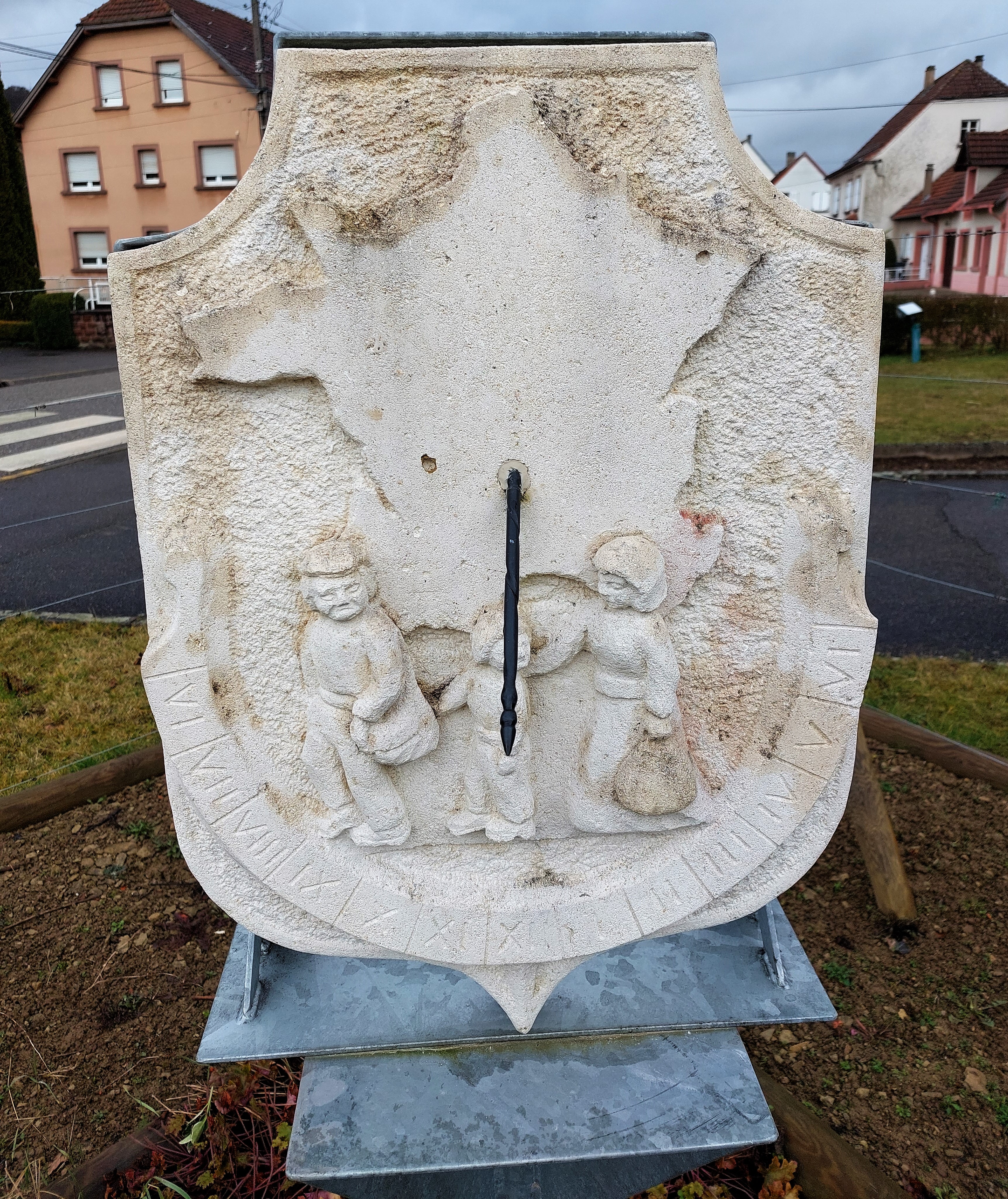
Cadran solaire

- L'église Saint-Nicolas, réplique modeste de celle de Goetzenbrück, de plan basilical, construite dans le village de 1869 à 1874[47]. Remplace la première église construite en 1802[48]. Elle était située dans le cimetière, au lieu-dit Kirchhof.

Orgue de l'église Saint-Nicolas Haerpfer-Erman (1958).
- Chapelle Saint-Wendelin[50],[51].
- En bordure de la grande rue du village, le calvaire appelé localement Kellerkreuz (« croix Keller »)[52], est érigée en 1758 et restauré en 1863. Un haut piédestal de plan rectangulaire supporte une stèle ornée d'une Vision de saint Hubert, un peu fruste, sculptée en bas relief, à laquelle assiste, comme souvent dans le pays de Bitche, saint Wendelin agenouillé au milieu de ses moutons. La Vierge et saint Jean, traités en ronde bosse, et le Christ en croix s'imposent par la qualité inhabituelle de la sculpture et par le traitement savant du perizonium. Un calvaire semblable, datant de la même époque, se dresse dans le cimetière du village voisin de Liederschiedt.
- Calvaire[53].
- Croix de chemin[54],[55].
- Croix de cimetière[56].
- Grotte de Lourdes[57].

### Personnalités liées à la commune
- Le général Jean Stuhl, sénateur de la Moselle, ne à Haspelschiedt le 26 avril 1862 et décédé à Paris le 24 novembre 1942.

### Héraldique
| Blason | Blasonnement : d'or à la fasce bretessée de gueules Commentaires : La fasce, muraille crénelée, symbolise le mur préhistorique, principale curiosité du village. Les couleurs sont celles des ducs de Lorraine, qui possédaient la seigneurie par le comté de Bitche. |

## Sources et bibliographie
- Les moulins et scieries du Pays de Bitche, Joël Beck, 1999.
- Le Pays de Bitche 1900-1939, Joël Beck, 2005.
- Haspelschiedt sur le site du Bitscherland
- Photos de Haspelschiedt
- Charles-Laurent Salch, Dictionnaire des châteaux et des fortifications du moyen âge en France, Strasbourg, Editions Publitotal, 4ème trimestre 1979, 1287 p. (ISBN 978-2-86535-070-4 et 2-86535-070-3)Haspelschiedt, p. 602
- Église Saint-Nicolas, sur l'Observatoire du patrimoine religieux
- Chiffres clés publiés par l'institut national de la statistique et des études économiques (INSEE). Dossier complet
- Inventaire national du patrimoine naturel de la commune